# Sunshine Tour 2012
De Sunshine Tour 2012 was het dertiende seizoen van de Sunshine Tour. Het omvatte een serie golftoernooien voor golfprofessionals, die grotendeels gespeeld werden in Zuid-Afrika.
Naast Zuid-Afrika, waren er ook andere Afrikaanse landen waarin golftoernooien plaatsvonden, zoals Namibië, Swaziland, Zambia en Zimbabwe.
De "Order of Merit" van het seizoen 2012 werd gewonnen door de Zuid-Afrikaan Branden Grace.

## Kalender
| Datums | Datums | Toernooi                            | Baan                         | Plaats       | Winnaar            | Score | Score | Aantekeningen                                         |
| ------ | ------ | ----------------------------------- | ---------------------------- | ------------ | ------------------ | ----- | ----- | ----------------------------------------------------- |
| 05-01  | 08-01  | Afrika Open                         | East London Golf Club        | Oost-Londen  | Louis Oosthuizen   | 265   | –27   | Verslag                                               |
| 12-01  | 15-01  | Joburg Open                         | Johannesburg & Kensington GC | Johannesburg | Branden Grace      | 270   | –17   | Verslag                                               |
| 16-02  | 19-02  | Dimension Data Pro-Am               | Fancourt (Montagu-golfbaan)  | George       | Oliver Bekker      | 276   | –13   |                                                       |
| 23-02  | 26-02  | Telkom PGA Championship             | Country Club Johannesburg    | Johannesburg | Keith Horne        | 269   | –19   |                                                       |
| 22-03  | 24-03  | Platinum Classic                    | Mooinooi Golf Club           | Mooinooi     | Jake Roos po       | 202   | –14   | Won de play-off van Anthony Michael & Chris Swanepoel |
| 19-04  | 22-04  | Zimbabwe Open                       | Royal Harare Golf Club       | Harare       | Chris Swanepoel po | 273   | –15   | Won de play-off van Trevor Fisher Jr.                 |
| 02-05  | 05-05  | Royal Swazi Sun Open                | Royal Swazi Spa Country Club | Mbabane      | Christiaan Basson  | 50    | 50    | Stablefordtelling                                     |
| 09-05  | 11-05  | Vodacom Origins of Golf Tour I      | Simola Golf & Country Estate | Knysna       | Ryan Cairns po     | 201   | –15   | Won de play-off van Vaughn Groenewald                 |
| 24-05  | 26-05  | Sun City Challenge                  | Lost City Golf Course        | Sun City     | Bryce Easton po    | 207   | –9    |                                                       |
| 01-06  | 03-06  | Lombard Insurance Classic           | Royal Swazi Spa Country Club | Mbabane      | Jake Roos po       | 199   | –17   | Won de play-off van Justin Harding                    |
| 06-06  | 08-06  | Vodacom Origins of Golf Tour II     | Zebula Country Club          | Bela Bela    | Bryce Easton       | 200   | –16   |                                                       |
| 14-06  | 17-06  | Zambia Open                         | Lusaka Golf Club             | Lusaka       | Justin Harding     | 280   | –12   |                                                       |
| 258-07 | 27-07  | Vodacom Origins of Golf Tour III    | De Zalze Golf Club           | Stellenbosch | Allan Versfeld     | 198   | –18   |                                                       |
| 22-08  | 24-08  | Vodacom Origins of Golf Tour IV     | Selborne Country Club        | Pennington   | Adilson Da Silva   | 204   | –12   |                                                       |
| 29-04  | 31-04  | Wild Waves Golf Challenge           | Wild Coast Sun Country Club  | Port Alfred  | Trevor Fisher Jr.  | 197   | –13   | Nieuw toernooi                                        |
| 05-09  | 07-09  | Vodacom Origins of Golf Tour V      | Sishen Golf Club             | Kathu        | Trevor Fisher Jr.  | 202   | –14   | Won de play-off van Christiaan Basson                 |
| 26-09  | 28-09  | Vodacom Origins of Golf Tour Finale | Fancourt (The Links)         | George       | Branden Grace      | 209   | –10   |                                                       |
| 19-10  | 21-10  | BMG Classic                         | Glendower Golf Club          | Johannesburg | Teboho Sefatsa     | 206   | –10   |                                                       |
| 25-10  | 27-10  | Sun Coast Classic                   | Durban Country Club          | Durban       | Ruan de Smidt      | 208   | –8    |                                                       |
| 30-10  | 02-11  | ISPS Handa Matchplay Championship   | Zwartkop Country Club        | Pretoria     | Doug McGuigan      | /     | /     | Het was een matchplay-toernooi                        |
| 06-11  | 08-11  | Nedbank Affinity Cup                | Lost City Golf Course        | Sun City     | Trevor Fisher Jr.  | 207   | –9    |                                                       |
| 15-11  | 18-11  | South African Open Championship     | Serengeti Golf Club          | Serengeti    | Henrik Stenson     | 271   | –17   | Verslag                                               |
| 22-11  | 25-11  | Cape Town Open                      | Royal Cape Golf Club         | Kaapstad     | Jake Roos po       | 279   | –9    | Nieuw toernooi                                        |
| 29-11  | 02-12  | Nedbank Golf Challenge              | Gary Player Country Club     | Sun City     | Martin Kaymer      | 280   | –8    | Verslag                                               |
| 08-12  | 09-12  | Nelson Mandela Championship         | Royal Durban Golf Club       | Durban       | Scott Jamieson po  | 123   | –7    | Nieuw toernooi Verslag                                |
| 13-12  | 16-12  | Alfred Dunhill Kampioenschap        | Leopard Creek Golf Club      | Malalane     | Charl Schwartzel   | 264   | –24   | Verslag                                               |

## Order of Merit
| Orde | Speler              | # toernooien | Prijzengeld (R) |
| ---- | ------------------- | ------------ | --------------- |
| 1    | Branden Grace       | 8            | 2.760.319       |
| 2    | George Coetzee      | 6            | 1.930.564       |
| 3    | Jaco Van Zyl        | 8            | 1.655.987       |
| 4    | Trevor Fisher Jr.   | 21           | 1.502.092       |
| 5    | Tjaart van der Walt | 6            | 1.464.182       |

- Charl Schwartzel stond op de eerste plaats, maar speelde slechts 4 toernooien. Hij moest minstens 6 toernooien deelnemen om op de lijst te staan.